# شونتي لوي
شونتي لوي (بالإنجليزية: Chaunté Lowe)‏ وعرفت سابقاً باسم شونتي هوارد هي متسابقة قفز عالي أمريكية ولدت في يوم 12 يناير 1984 في كاليفورنيا. أبرز إنجازاتها هو فوزها بالميدالية البرونزية في دورة الألعاب الأولمبية الصيفية 2008 في بكين، كما فازت بالميدالية الفضية في بطولة العالم لألعاب القوى 2005 في هلسنكي وفازت بالميدالية الذهبية بطولة العالم لألعاب القوى داخل الصالات 2012 في إسطنبول وبالميدالية البرونزية في بطولة العالم لألعاب القوى داخل الصالات 2010 في الدوحة، أفضل رقم شخصي لها هو 2.02 سجلته في سنة 2012.